# Evangelische Kirche (Elsoff)

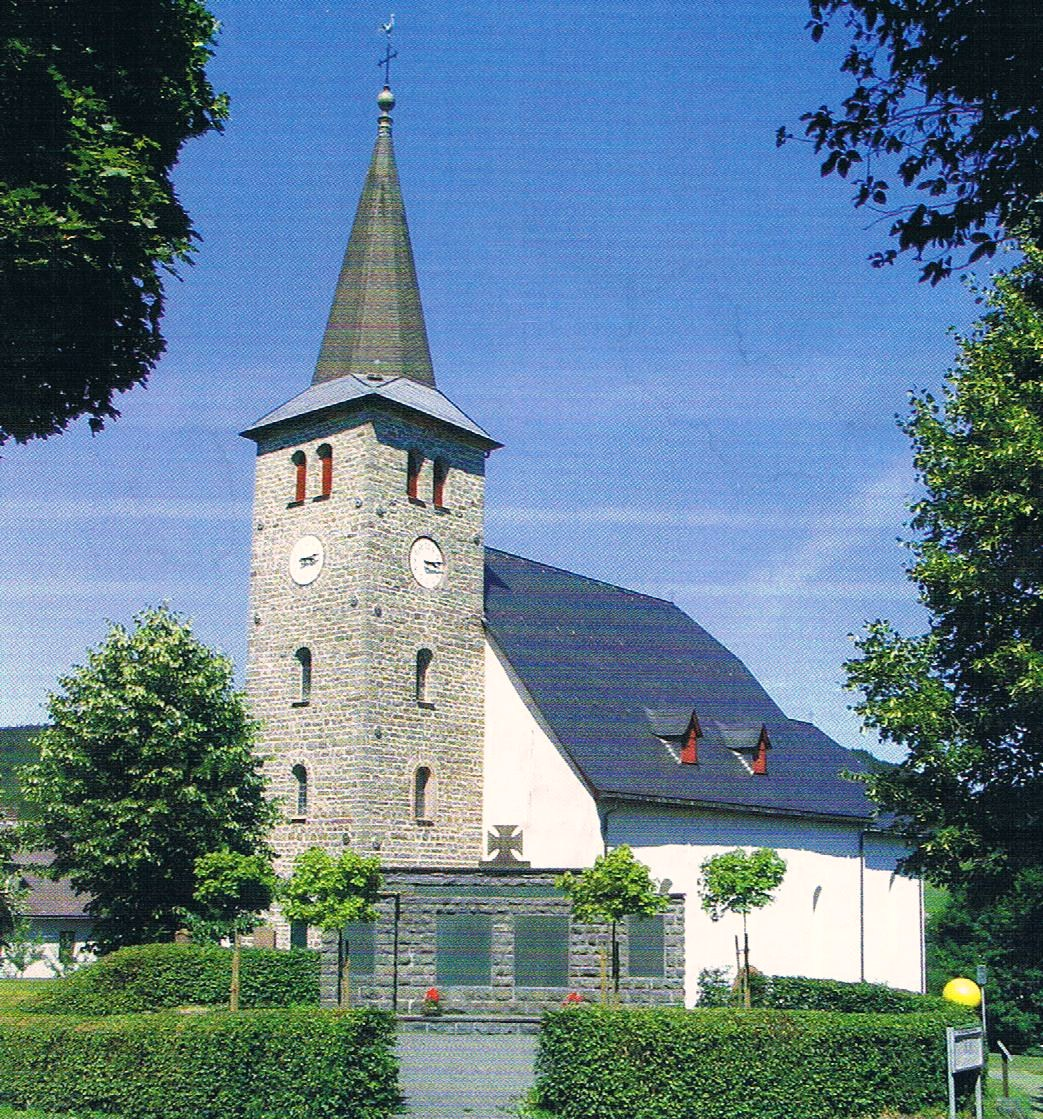
Evangelische Kirche Elsoff

Die Evangelische Kirche ist ein denkmalgeschütztes Kirchengebäude in Elsoff, einem Stadtteil von Bad Berleburg im Kreis Siegen-Wittgenstein in Nordrhein-Westfalen. Ursprünglich war die Kirche dem Patrozinium des Heiligen Andreas unterstellt.

## Geschichte und Architektur
Das Gebäude war im 12. Jahrhundert ursprünglich ein flach gedeckter, romanischer Saalbau mit eingezogenem rechteckigen Chor. In der zweiten Hälfte des 13. Jahrhunderts wurde die Kirche mit Stichkappengewölben auf mächtigen Wandpfeilern gewölbt. Anstelle des alten Westturmes wurde 1869 ein neuer gebaut. Die Kirche wurde 1912 und 1913 mit romantisierenden Gewölbemalereien versehen. Das einsturzgefährdete Gebäude wurde von 1984 bis 1993 aufwändig saniert. Der Turm wurde von 2001 bis 2002 renoviert. Der schlichte verputzte Bruchsteinbau ist durch Rundbogenfenster gegliedert. An der Nordseite wurden starke Stützpfeiler angebracht. Im Langhaus ruhen Tonnengewölbe auf massigen Wandpfeilern, das Gewölbe im Chor über Wandvorlagen.

## Ausstattung

### Orgel
Die Kirche erhielt 1733 eine Orgel vermutlich des Orgelbauers Johann Christian Rindt aus Schönstadt. Im Zusammenhang mit dem Turmneubau erfolgte 1864/69 eine Reparatur. 1885 errichteten die Korbacher Orgelbauer Jacob und Eduard Vogt die jetzige  Orgel mit ausgeprägt romantischem Klangbild. Nach Umdisponierung 1960 durch Emanuel Kemper & Sohn (Lübeck) wurde das Instrument 1993 durch Gustav Steinmann Orgelbau (Vlotho) klanglich wieder auf den Ursprungszustand zurückgeführt. Die mit einem neugotischen Prospekt ausgestattete Orgel befindet sich im Altarraum, sie besitzt die folgende Disposition:
| I Oberwerk C–f3 |              |     |
| 1.              | Prinzipal    | 08′ |
| 2.              | Bordun       | 16′ |
| 3.              | Hohlflöte    | 08′ |
| 4.              | Gedackt      | 08′ |
| 5.              | Oktave       | 08′ |
| 6.              | Flöte        | 04′ |
| 7.              | Oktave       | 02′ |
| 8.              | Mixtur II–IV | 02′ |

| II Oberwerk C–f3 |                 |    |
| 09.              | Salcional       | 8′ |
| 10.              | Flaut travers   | 8′ |
| 11.              | Geigenprinzipal | 4′ |
| 12.              | Rohrflöte       | 4′ |

| Pedal C–c1 |          |     |
| 13.        | Subbaß   | 16′ |
| 14.        | Violon   | 08′ |
| 15.        | Octavbaß | 08′ |

- Koppeln: II/I, I/P, II/P

### Glocken
Das bedeutende spätmittelalterliche Geläut hessischer Provenienz wurde 1442 von Peter Agast gegossen.